# دستمال گردن

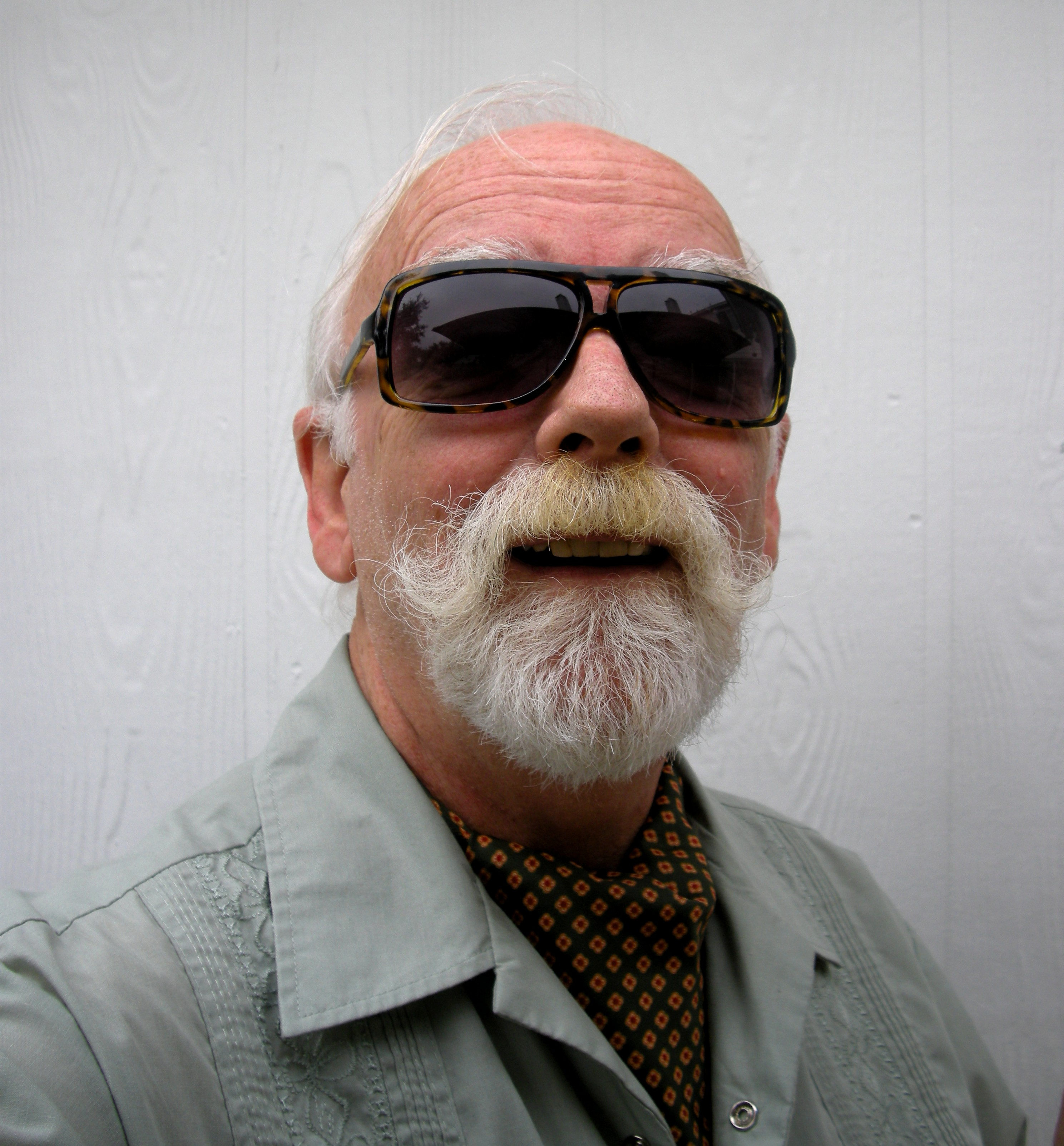
یک مرد که دستمال گردن دارد

دستمال گردن پارچه‌ای با کیفیت که در حال حاضر به عنوان بخشی از زیبایی پوشش بکار می‌رود و برخی آنرا به استفاده اقلیت‌های دینی برای تمایز از دیگران نسبت می‌دهند گاهی آنرا با زنار در اشعار پیشینیان مربوط فرض می‌نمایند همچنین درباره کروات هم چنین عقیده‌ای رایج است.